# 2791 Paradise
2791 Paradise eller 1977 CA är en asteroid i huvudbältet som upptäcktes den 13 februari 1977 av den amerikanska astronomen Schelte J. Bus vid Siding Spring-observatoriet. Den är uppkallad efter staden Paradise i Kalifornien.
Asteroiden har en diameter på ungefär 8 kilometer.